# Morgan Blanco
Morgan Enrique Blanco Borrero (Barranquilla, 17 de septiembre de 1935-Barranquilla, 13 de abril de 2021) fue un músico, acordeonero, compositor y arreglista colombiano.

## Biografía
Nació en Barranquilla, se impulsó en la música en los géneros cumbia, bolero, salsa y ranchas. Pertenecía a la generación de acordeoneros de gran técnica Aníbal Velásquez Hurtado y Alfredo Gutiérrez, empezó a aprender a tocar el instrumento desde niño y se inició en la música a principios de los años 50, al lado de su hermano Abel Blanco.
En 1956 conoció a Carlos Román, quien venía de hacer parte del grupo Los Vallenatos del Magdalena al lado de su hermano Roberto Blanco y los  hermanos Aníbal y Juan Velásquez, se disolvió en 1955 con la muerte de Roberto Román. En 1958 cuando ambos grabaron un sencillo de estilo tropical e iniciando en el género de rock cuando llegó a Colombia con el productor Antonio Fuentes Very very well, Mi nena.
Entre sus composiciones se destacaron en  Negra, ron y velas, Los más lindo de la vida es la mujer, El pollerón, Carita pintá, No me vuelvo a enamorar, La mona y A la mujer hay que darle confianza en los grupos de música en La Sonora Vallenata, Los Raspacanilla de Carrizal, El Gran Combo de Morgan Blanco, Los Tigres y Los Viajeros, con los que logró convertirse en leyenda en México y Centroamérica. Fue acordeonero de José María Peñaranda, Alci Acosta, Daniel Santos y Pacho Galán. Falleció en Barranquilla el 13 de abril de 2021 tras sufrir complicaciones de salud.